# 曹文焕
曹文焕，安徽太湖人，是一名清朝地方官员。附貢出身。
同治四年，接替厉学潮。擔任江蘇荆溪縣知縣署。后由張上德接任。曾于1866年接替王云鹤任崇明县知县一职，1869年由王葆昌接任。